# حسن السعيد
حسن بن إبراهيم أحمد السعيد (1927-1995) كاتب ومؤرخ بحريني. ولد في بلاد القديم. عمل مدرساً للغة عربية لأكثر من ثلاثين عام.
- حصل على ميدالية من وزارة التربية والتعليم بمناسبة مرور ثلاثين عام على خدمته بالوزارة.
- حصل على ميدالية التفوق العلمي في احتفالات عيد العلم الخامس عشر في ديسمبر 1989.
- حصل على شهادة تقديرية من وزارة الإعلام في مهرجان الشعر في عام 1981.
- من المؤسسين الأوائل لنادي الاتحاد (نادي الخميس سابقا) ومن الأعضاء النشطين فيه. وأول رئيس للنادي.
- مؤلف العديد من الكتب أهمها : كتاب أثرياء الخليج العربي قبل النفط الصادر عام 1982 وكتاب العقد النظيم في تاريخ أوال والبلاد القديم، الصادر عام 1994. وقد تناول فيه تاريخ المملكة والبلاد القديم بصورة خاصة.